# 蟾頭龜屬
蟾頭龜屬（Phrynops）是蛇頸龜科下的一個屬。
蟾頭龜屬的龜廣泛分佈於南美洲各地，包括哥倫比亞、委內瑞拉、圭亞那、巴西、巴拉圭、烏拉圭和阿根廷東北部。

## 種
該屬下有4種：
- 花面蟾頭龜（Phrynops geoffroanus (Schweigger, 1812)）
- 希氏蟾頭龜（Phrynops hilarii (Duméril and Bibron 1835)）
- 北花面蟾頭龜（Phrynops tuberosus (Peters, 1870)）
- 威廉氏蟾頭龜（Phrynops williamsi (Rhodin & Mittermaier, 1983) ）